# هيرمان د. قاولد
هيرمان د. قاولد (بالإنجليزية: Herman D. Gould) هو سياسي أمريكي، ولد في 16 يناير 1799، وتوفي في 26 يناير 1852. حزبياً، نشط في حزب اليمين. وقد انتخب عضو مجلس النواب الأمريكي.